# Norma Carricaburo
Norma Carricaburo (11 de febrero de 1943) es una lingüista, crítica literaria, profesora, investigadora y autora argentina. Es doctora en Letras por la Universidad de Buenos Aires (UBA) y ejerció su actividad como investigadora, docente y profesora titular y adjunta de diversas instituciones educativas y universidades, como el Consejo Nacional de Investigaciones Científicas y Técnicas (CONICET), la Universidad Católica Argentina, la Escuela de Superior de Periodismo y Comunicación Social de la Universidad Nacional de La Plata y la Universidad de Buenos Aires.

## Formación y obra
Realizó estudios en Periodismo en la Escuela Superior de Periodismo del Instituto Grafotécnico de Buenos Aires. Posteriormente obtuvo en la Universidad de Buenos Aires el título de profesora en letras para luego doctorarse, en la misma especialidad y en la misma institución, con una tesis sobre el voseo en la literatura argentina, dirigida por Ofelia Kovacci.
Entre sus temas de investigación se encuentran el sistema pronominal y las fórmulas de tratamiento del español bonaerense, la oralidad en la literatura, la literatura gauchesca y la obra de numerosos autores del siglo XIX y XX, entre los que se encuentran Lucio V. Mansilla, Manuel Puig, Jorge Luis Borges y Roberto Arlt. Además, ha publicado numerosos estudios y artículos sobre lingüística, semiología y literatura en revistas académicas especializadas, y ha participado en congresos nacionales e internacionales.

## Docencia
Fue profesora titular de Teoría y práctica gramatical en la Universidad Católica Argentina, cargo que ocupó hasta el 2008. Hasta el 2012, se desempeñó como investigadora del Consejo Nacional de Investigaciones Científicas y Técnicas. Fue también profesora adjunta de la cátedra de Literatura argentina de la Universidad Católica Argentina, profesora titular de Elementos de semiología y lingüística dependiente de la Escuela de Superior de Periodismo y Comunicación Social de la Universidad Nacional de La Plata y trabajó como docente en la Facultad de Filosofía y Letras de la Universidad de Buenos Aires en la cátedra de Gramática española a cargo de Ofelia Kovacci.

## Premios y distinciones
- Medalla de oro al primer promedio de su promoción en la Escuela Superior de Periodismo, Instituto Grafotécnico de Buenos Aires (1963).
- Mención por el ensayo literario sobre el tema “El Martín Fierro en España”, otorgada por el Ministerio de Cultura y Educación de la República Argentina (1973).
- Primer premio “Martha A. Salotti” de literatura infantil (consistente en medalla de oro y publicación del libro de cuentos Buenos Aires para vos), otorgado por el Instituto Summa, 1985.
- Becaria de prestigiosas Instituciones Españolas: Instituto de Cultura Hispánica, 1972-1973; Ofines (Oficina internacional de Información y Observación del Español), 1974; Instituto Español de Emigración, 1974-1976.
- Profesora Consulta de la Facultad de Filosofía y Letras de la Universidad Católica Argentina, 2008.
- Académica de número de la Academia Argentina de Letras y Académica correspondiente de la Real Academia Española.[5][6]

## Obras destacadas

### Libros
- Las fórmulas de tratamiento en el español actual. Madrid: Arco/Libros, Cuadernos de Lengua Española, 1997.
- El voseo en la literatura argentina. Madrid: Arco/Libros, Bibliotheca Philologica, 1999.
- La literatura gauchesca: Una poética de la voz. Buenos Aires: Dunken, 2004.
- Del fonógrafo a la red. Literatura y tecnología en la Argentina. Buenos Aires: Circeto, 2008.
- Sobre héroes y tumbas, de Ernesto Sábato. María Rosa Lojo (coord). Estudio filológico genético, nota filológica preliminar, vocabulario y notas gramaticales e históricas de Norma Carricaburo. Poitiers/Córdoba: CRLA/Archivos de la UNESCO-Alción, 1036 pp, 2008.
- Las fórmulas de tratamiento en el español actual. Segunda edición actualizada. Madrid: Arco/Libros, Cuadernos de Lengua Española, 2015.
- Una excursión a los indios ranqueles, de Lucio V. Mansilla, edición multimedia, hecha por Norma Carricaburo y Francisco Petrecca. Incluye DVD interactivo con texto digitalizado de la presente edición, de las primeras, lecturas complementarias y notas de documentación textual, iconográfica y sonora. Buenos Aires: Academia Argentina de Letras, 475 pp, 2017.

### Artículos y capítulos de libros destacados
- (2014) “La construcción de la oralidad en Una excursión a los indios ranqueles”, en Elizaicín, Alfonso (ed.). Segundas jornadas académicas hispanorrioplatenses (Montevideo 6 a 8 de noviembre de 2013), Montevideo, Academia Nacional de Letras, pp. 37-56.
- (2013) “El voseo argentino. Un fenómeno de abordajes múltiples”, en Colantoni, Laura y Rodríguez Louro, Celeste (eds.). Perspectivas sobre el español de la Argentina, Iberoamericana, Madrid-Vervuert Lingüística Iberoamericana, 56 (608 pp.), 133-142
- (2011). “Borges/Xul Solar: Shared Readings and Divergent Productions”. CR: The New Centennial Review, 11(1), 55-74.
- (2010). “Estudios fundantes del voseo en la Argentina. Contextualización sociohistórica y pragmalingüística”. En Formas y fórmulas de tratamiento en el mundo hispánico. México: El Colegio de México, 465-482.
- (2010). “El ustedeo, un fenómeno que avanza en la Argentina”. En Formas y fórmulas de tratamiento en el mundo hispánico. México: El Colegio de México, 887-900.
- (2009). “El libro y la biblioteca en la obra de Jorge Luis Borges”. Boletín de la Academia Argentina de Letras, 74(301), 31-40.
- (2009). “La palabra entre la voz y la escritura”. Boletín de la Academia Argentina de Letras, 74(303), 255-272.
- (2006). “Las frases hechas en la novela de César Aira”. Boletín de la Academia Argentina de Letras, 71(287), 831-848.
- (2005). “La sintaxis de la oralidad”. Litterae. Revista del Idioma español, 29-30.
- (2001). “La disyuntiva modo pramático/modo sintático en la construcción de la oralidad en la obra literaria”. En Homenaje a Ofelia Kovacci (pp. 131-138). Buenos Aires: Eudeba.
- (2000). “Algunas peculiaridades morfosintácticas del español de la Argentina”. Español actual: Revista de español vivo, (74), 25-36.
- (1998). “Las modelizaciones plásticas en Rayuela de Julio Cortázar”. Proa en las Letras y en las Artes, 38, 85-89.
- (1997). “La América tuteante”. Las fórmulas de tratamiento en el español actual. Madrid: Arco Libros, 20-23.
- (1994). “Los clasificadores léxicos y la clase alta argentina”. Letras, 29-30.
- Carricaburo y Martínez Cuitiño, L. A. (1988). “La sátira menipea en los esperpentos valleinclanianos”. Revista de Literatura, 50(99), 157.
- Carricaburo y Martínez Cuitiño, L. A. (1979). “Una picaresca porteña: El juguete rabioso, de Roberto Arlt”. En La picaresca: orígenes, textos y estructura: actas del I Congreso Internacional sobre la Picaresca (pp. 1137-1143). Fundación Universitaria Española.
- Carricaburo y Martínez Cuitiño, L. A. (1973). “El “Martín Fierro" en España”. En Anales de literatura hispanoamericana (No. 2, pp. 255-310). Servicio de Publicaciones.